# Ścieżka Żywczaków
Ścieżka Żywczaków (Szlak im. Mieczysława Mączyńskiego) – ścieżka turystyczna i  zielono znakowany szlak turystyczny ze stacji kolejowej w Hucisku na Babią Górę.
Nazwa została nadana w 1926 przez Kazimierza Sosnowskiego. Przebiega przez Dolinę Cichą, Czerniawę Suchą, przełęcz Klekociny, Kolisty Groń, przełęcz Jałowiecką, Małą Babią Górę, przełęcz Bronę na szczyt Babiej Góry. Początkowo wyznakowany został  barwą niebieską i na Żywieckich Rozstajach skręcał do schroniska na Markowych Szczawinach. Potem dołączono doń w Hucisku  niebieski szlak z Wadowic, a w latach 50. XX wieku przedłużono z Babiej Góry, tym samym kolorem, do Lipnicy Wielkiej.
Nazwa upamiętnia Mieczysława Mączyńskiego – działacza turystyki babiogórskiej, w 1940 zamordowanego przez Niemców w obozie koncentracyjnym Mauthausen-Gusen.